# CentralWorld

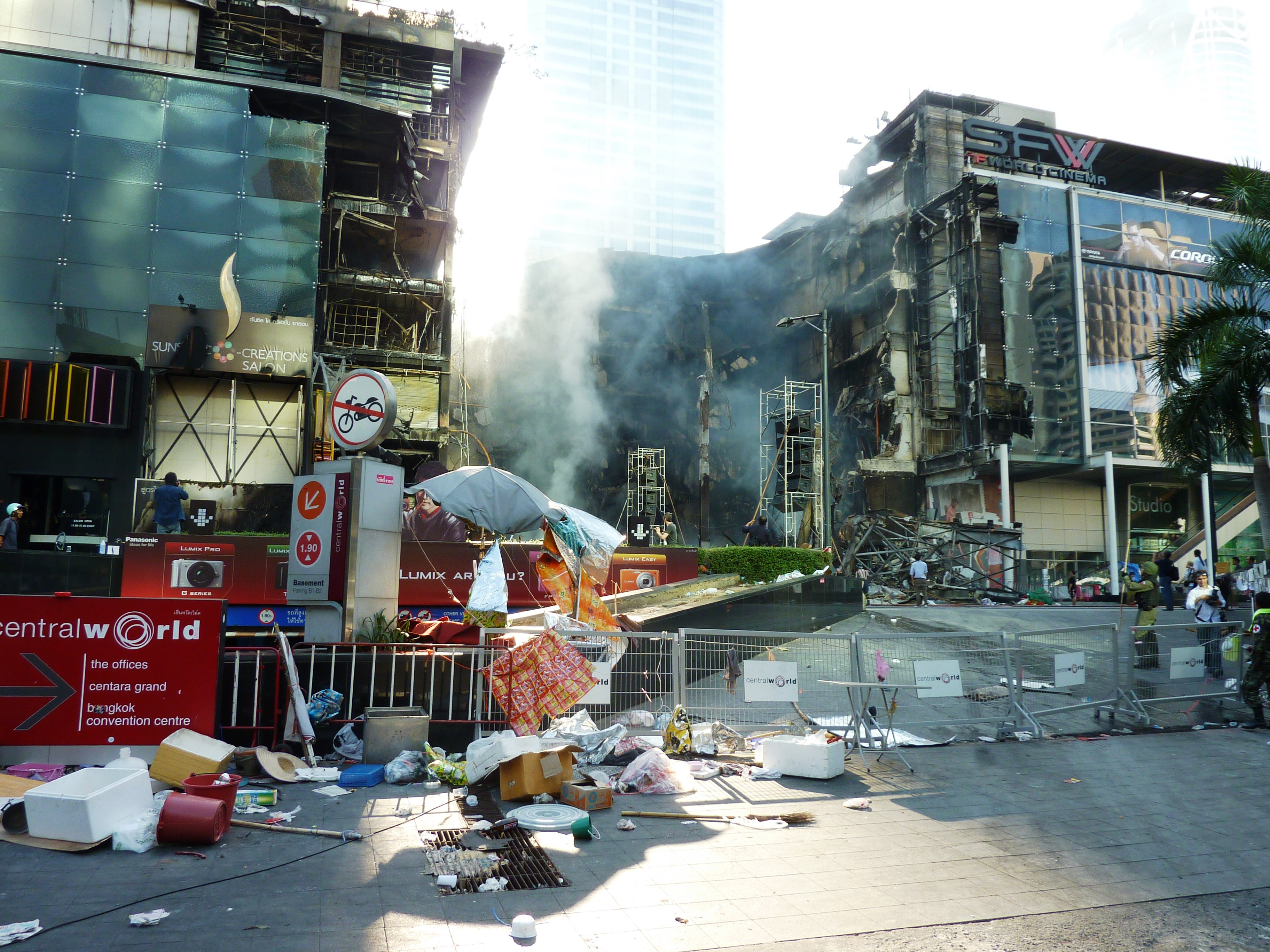
Central World verwoest door plunderaars in mei 2010

CentralWorld, voorheen bekend onder de naam World Trade Center, in Bangkok is het grootste winkelcentrum van Thailand. Het is gelegen aan de straten Rama I en Ratchadamri.

## Geschiedenis

### World Trade Center
In 1989 werd het winkelcentrum geopend onder de naam 'World Trade Center'. Nadat de Central Group het in 2002 had overgenomen, werd de naam veranderd in 'Central World Plaza' en in 2007 werd dit 'CentralWorld'.
In 2005 werd begonnen met een renovatie en uitbreiding. Het totale vloeroppervlak werd 550.000 vierkante meter. De officiële heropening vond plaats in 2006, maar de renovatie was toen nog niet klaar. Die werd pas veel later afgerond.
Eind 2007 ging het nieuwe Central World Hotel, dat 57 verdiepingen telt en 236 meter hoog is, open.

## Vestigingen
In het winkelcentrum bevindt zich onder andere het warenhuis 'Central Department Store' en het bioscoopcomplex 'SF World Cinema'.

## Locatie
Central World ligt in het district Pathum Wan bij het kruispunt Ratchaprasong. Gaysorn Plaza & Big C liggen aan de overkant van Thanon Ratchadamri. Het is te bereiken via de Skytrain, stations Chit lom en Siam. waarmee het verbonden is door de Skybridge. Per boot is het te bezoeken via de kanalen. Boten meren af bij de pier aan Khlong Saen Saeb. Het winkelcentrum biedt parkeerruimte aan ongeveer 7000 auto's.

## Verwoesting
Op 19 mei 2010 werd CentralWorld geplunderd en verwoest door brand in de nasleep van een conflict tussen het Thaise leger en opstandelingen van het National United Front of Democracy Against Dictatorship.